# Economia Italiei
Economia Italiei este a treia din Uniunea Europeană, după Germania și Franța. Cele mai dezvoltate ramuri sunt industria grea, serviciile și turismul.
Membră a grupului G8, Italia reprezenta a șasea economie în 2004, după Statele Unite, Japonia, Germania, Regatul Unit al Marii Britanii și Franța.
Italia are o economie industrială diversificată, cu un venit pe cap de locuitor apropiat unor țări ca Franța și Regatul Unit. 
Economia capitalistă rămâne divizată într-un nord industrial bine dezvoltat, dominat de companii private și un sud agricultural, cu o rată a șomajului de 20%. 
Majoritatea materiilor prime necesare industriei și mai mult decât 75% din necesarul de energie este acoperit prin importuri. 
În deceniul trecut, Italia a urmărit o politică fiscală strânsă pentru a îndeplinii criteriile Uniuniilor economice și monetare, beneficiind de  o rată a inflației scăzută care i-a permis alăturarea la Euro de la conceperea sa în 1999. 
Performanța economică italiană a rămas în urma parteneriilor săi europeni, guvernul actual inițiind o serie de reforme pe termen scurt destinate îmbunătățirii competivității și a creșterii pe termen lung.
S-a mișcat încet, totuși, în implementarea reformelor.

## Agricultura
Recolta de porumb a Italiei a fost de 7,9 milioane de tone în 2009.

## Industria auto
În anul 2010, piața auto italiană fost de 1,96 milioane de unități, în scădere cu 9% față de anul precedent.

## Comerțul exterior
Investițiile străine directe (ISD) în Italia au fost de 30,5 miliarde de dolari în 2009, față de 17 miliarde de dolari în 2008.